# 司马公祠
司马公祠位于安徽绩溪县瀛洲镇大庙汪村村口，纪念绩溪登源汪氏始祖、齐明帝时司马汪叔举，创建于隋唐时期。现存建筑建于清代中期，保存完整。司马公祠坐北朝南，占地面积245平方米，四开间，屋架用白果树建成，木构件上雕有人物戏文和荷花，雕工精细。2016年1月21日，司马公祠列为绩溪县文物保护单位。2019年8月修缮工程开工，2020年元月竣工，因新冠疫情未举行竣工仪式。。